# Jean-Marc Defays
Pour les articles homonymes, voir Defays.
Jean-Marc Defays, né en 1959, est linguiste et didacticien du français langue étrangère. Après avoir enseigné au Maroc et en Finlande, il a été professeur ordinaire à l'Université de Liège jusqu'en 2024 où il a dirigé le Service de didactique et de méthodologie du français langue étrangère et l'Institut Supérieur des Langues Vivantes. Il a présidé la Fédération Internationale des Professeurs de Français de 2016 à 2021.

## Biographie
Après des études en philologie romane (1975-1981) et une année consacrée à animer American Field Service-Programmes interculturels,  Jean-Marc Defays commence sa carrière d'enseignant de français dans un lycée à Nador, au Maroc, de 1982 à 1984, en tant que coopérant. Il occupe ensuite un poste de lecteur, puis de maître de conférence à l'Université de Jyväskylä en Finlande (1984-1993), où il préparera une thèse de doctorat en rhétorique et analyse des discours. En 1993, il rentre en Belgique pour devenir chercheur qualifié au Fonds National de la Recherche Scientifique. Il intégrera en 1995 l'Université de Liège pour y prendre la direction d'un nouveau département de français langue étrangère. Il est appelé à donner de nombreux cours et conférences à l'étranger ; il sera notamment professeur invité aux universités la Sorbonne-Nouvelle de Paris, de Sassari, de Luxembourg, Saint-Louis de Bruxelles. Jean-Marc Defays devient Consul honoraire de Finlande en 2011. 

## Domaines de recherches et d'enseignement
Ses travaux en analyse des discours se sont d'abord concentrés sur le discours comique dont il a étudié les particularités linguistiques, rhétoriques et pragmatiques dans le cadre d'une approche pluridisciplinaire. Sa thèse de doctorat (1989) et de nombreuses autres publications ont porté sur Alphonse Allais qu'il présente, à la suite d'Umberto Eco, comme un précurseur de la littérature du XXe siècle. Il s'est ensuite intéressé aux spécificités du discours scientifique, tant au niveau rhétorique qu'épistémologique, ainsi qu’aux principes fondamentaux de la textualité au confluent de perspectives linguistiques, cognitives et socioculturelles. Ses recherches et enseignements en didactique des langues à laquelle il se consacre touchent autant l'acquisition et les conditions d’apprentissage du français et des langues étrangères, la méthodologie, l'histoire et la critique des méthodes, la pédagogie et la gestion de classe, que les principes et l'organisation de l’enseignement des langues. À contre-courant des pédagogies par compétences et sur objectifs spécifiques, Jean-Marc Defays a exercé et prôné une approche humaniste de l’enseignement où le sujet et le sens restent prioritaires.

## Distinctions
- Officier de l'ordre de Léopold (2010),
- Consul honoraire de la République de Finlande pour les Provinces de Liège, de Namur et de Luxembourg (2011)[1],
- Officier de l'ordre des Palmes académiques (2016)[3],
- Ambassadeur de la Province de Liège (2016),
- Chevalier de 1ère Classe dans l’Ordre du Lion de Finlande (2017)
- Officier de l'ordre des Arts et des Lettres (2019)[4]
- Docteur Honoris Causa à l'Université de Pyatigorsk, Russie[5]